# (11752) 1999 OU3
1999 أو يو 3 (ويعرف أيضًا باسم (11752) 1999 أو يو 3 وفق تسمية الكوكب الصغير) (بالإنجليزية: 1999 OU3)‏ هو كويكب ضمن حزام الكويكبات؛ وترتيبه 11752 من حيث الاكتشاف.
اكتُشف هذا الجُرم الفلكي بواسطة Tomimaru Okuni ‏ في 23 يوليو 1999.

## وصلات خارجية
- (11752) 1999 OU3 في قاعدة بيانات مختبر الدفع النفاث لأجرام النظام الشمسي الصغيرة

- الاكتشاف · مخطط المدار ·  العناصر المدارية · المعلمات المادية

- (11752) 1999 OU3 على موقع ويكي سكاي: DSS2, SDSS, GALEX, IRAS, Hydrogen α, X-Ray, Astrophoto, Sky Map, Articles and images